# Буронавантажувальна машина

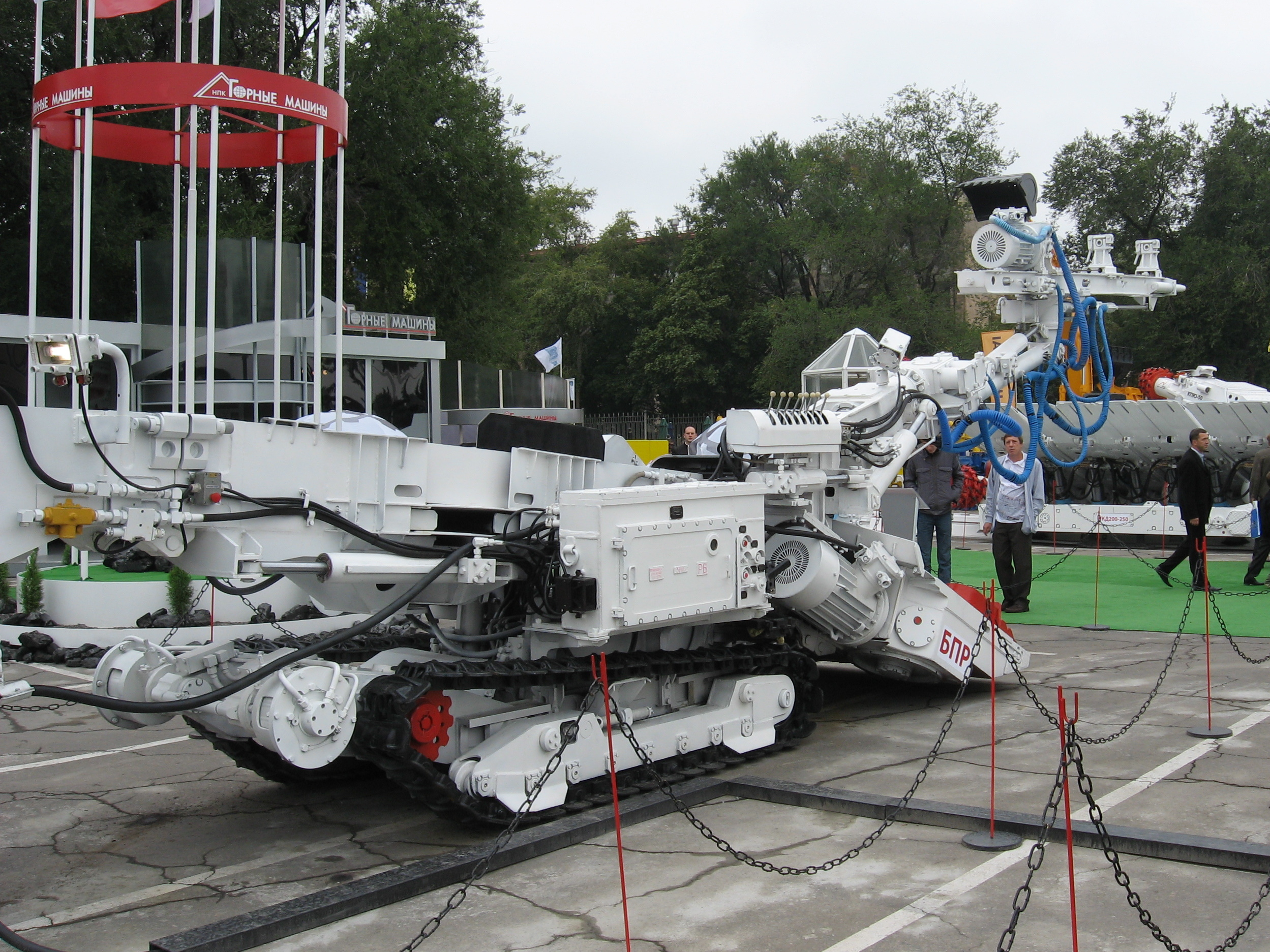
Буронавантажувальна машина БПР

Буронавантажувальна машина (рос. буропогрузочная машина, англ. drill-loading machine; нім. Bohrwagenlader m) — машина, яка призначена для механізації процесів буріння шпурів і навантажування гірничої маси (корисної копалини і породи) у транспортні засоби.
Б.м. розрізняють:
за областю застосування — для м'яких, сер. і міцних гірських порід; за типом навантажувальної машини — з лапами і ковшові;
за типом навісного бурильного обладнання — з одним або двома маніпуляторами,
за видом енергії — електричні і пневматичні.
Б.м. складається з вантажної частини і бурильної. Застосування Б.м. дозволяє збільшити продуктивність буріння в порівнянні з ручними і колонковими свердлами в 2-4 рази, виключити необхідність обміну у вибої виробки засобів навантаження і буріння, скоротити к-ть обладнання, що застосовується.
Продуктивність Б.м. з одним комплектом бурильного обладнання (в породах міцністю F<6) 5-6 м³ за зміну, темпи проведення виробки перетином 5-6 м² — 300—400 м за місяць.